# Skowronek (Masyw Śnieżnika)
Skowronek (niem. Lerchen Berg) – wzniesienie wysokości 653 m n.p.m. w południowo-zachodniej Polsce, w Sudetach Wschodnich, w Masywie Śnieżnika (w Krowiarkach).

## Położenie
Wzniesienie jest położone w południowo-zachodniej części Krowiarek, w krótkim, bocznym ramieniu, odchodzącym na zachód od Żabnicy na północ od głównej kulminacji Modrzeńców. Od północy i północnego wschodu otoczony doliną  potoku Równica, noszącą nazwę Rudy Dół.

## Budowa geologiczna
Wzniesienie zbudowane jest z gnejsów słojowo-oczkowych (śnieżnickich) i łupków łyszczykowych należących do metamorfiku Lądka i Śnieżnika.

## Roślinność
Wzniesienie porośnięte lasem świerkowym. Północne i wschodnie zbocza pokryte łąkami.